# Audífono

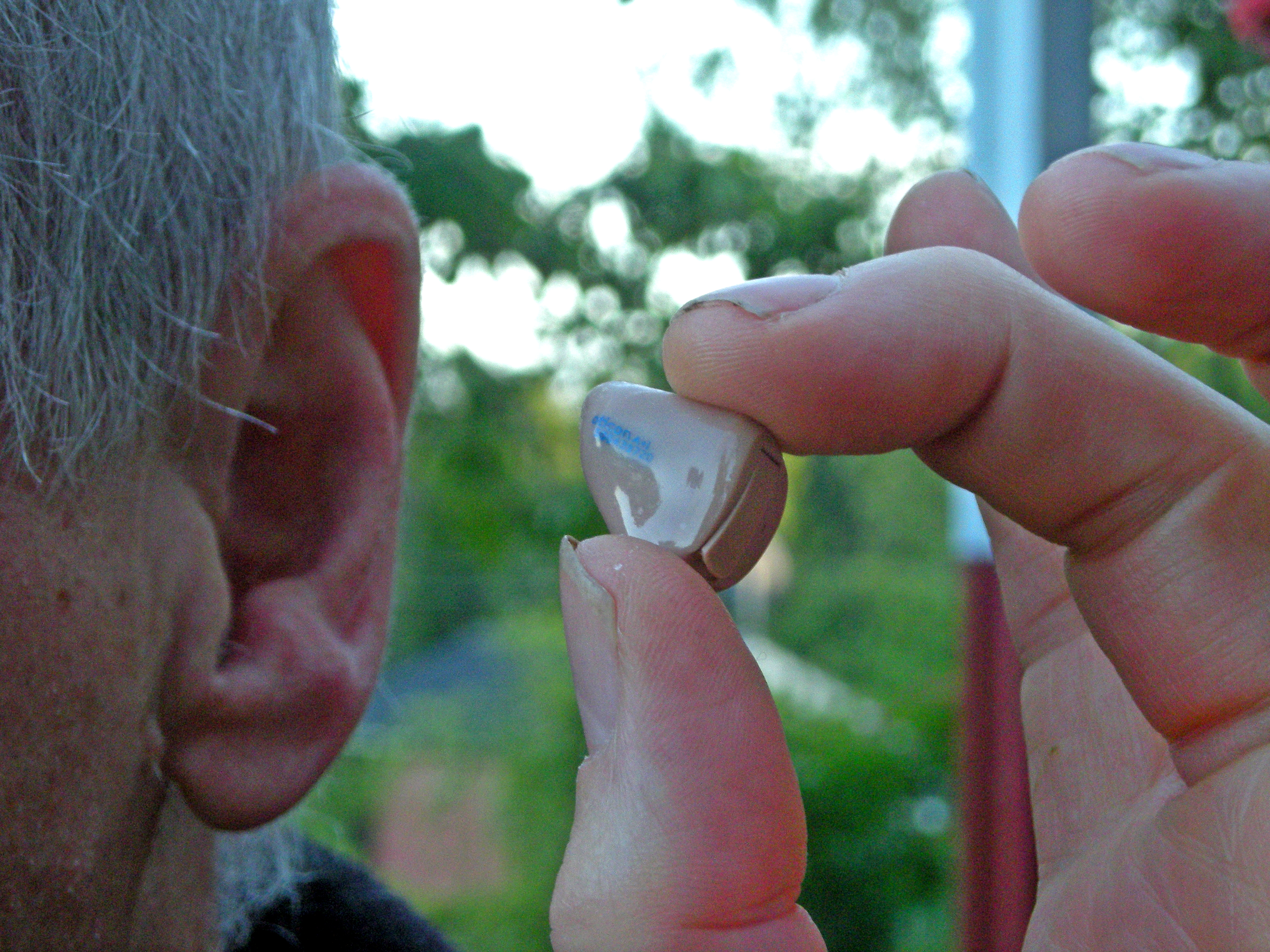
Audífono.

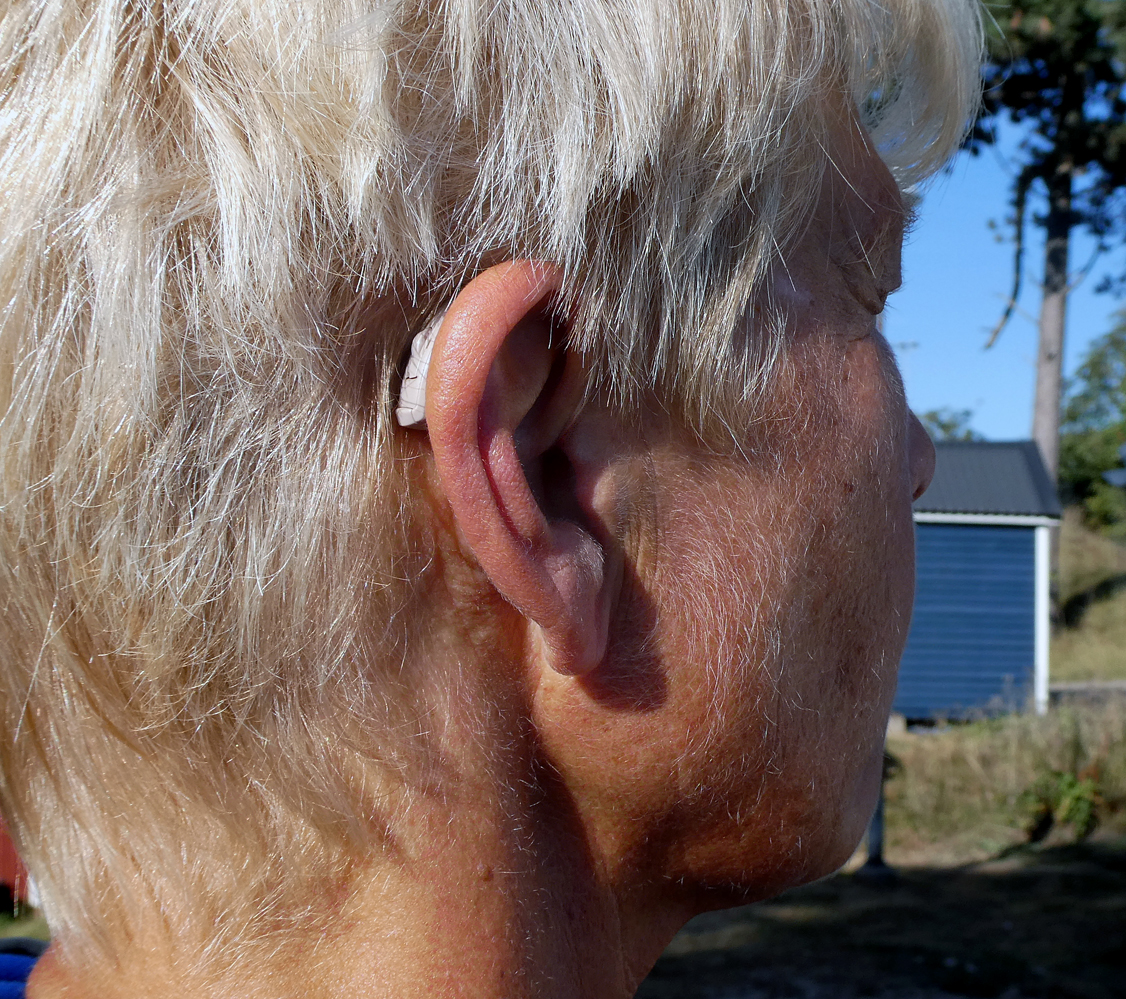
Un audífono retroauricular moderno. El tubo de audio al altavoz es apenas visible.

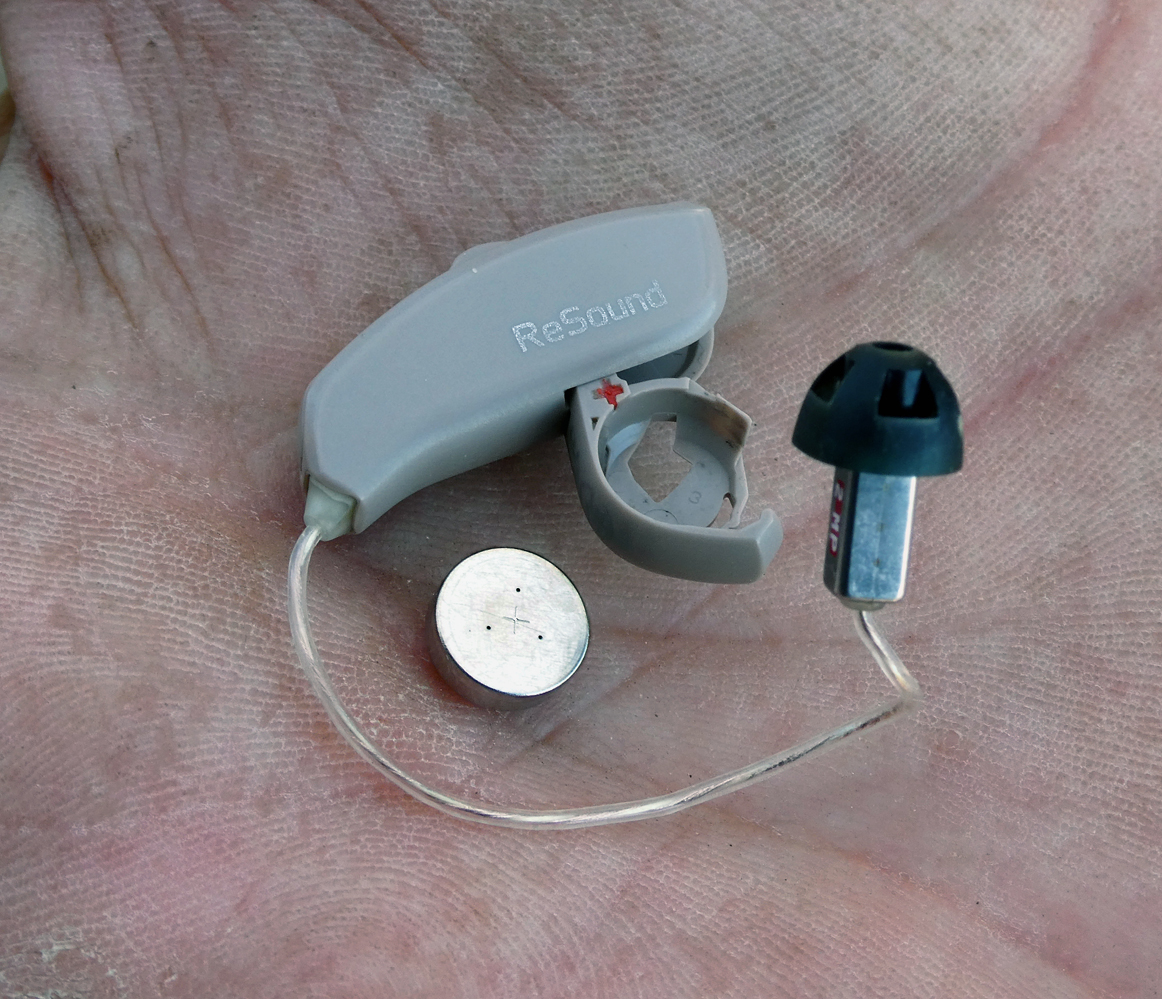
Un audífono retroauricular moderno con una pila minicélula.

Un audífono, audiófono o sonotone es un dispositivo electrónico que notifica, amplifica y cambia el sonido para permitir una mejor comunicación. Recibe el sonido a través de un micrófono, que luego convierte las ondas sonoras en señales eléctricas. El amplificador aumenta el volumen de las señales y luego envía el sonido al oído a través de un altavoz.

## Terminología
En Hispanoamérica, el término audífono se aplica a los dispositivos para escuchar música y el término auricular a la pieza de ciertos dispositivos que sirve para escuchar; en España, se usa el término audífono para estos últimos.

## Clases
El desarrollo de aparatos auditivos tiene siglos de intentos e invenciones, desde los grandes cuernos de resonancia que parecidos a una trompeta musical se colocaban con el extremo pequeño en el oído; este tipo de instrumentos simplemente concentraba el sonido y lo dirigía al canal auditivo externo. El audífono contemporáneo incorpora el uso de tecnología electrónica sofisticada que básicamente amplifica electrónicamente la señal de sonido obtenida en un micrófono, la ecualiza a la pérdida auditiva del usuario y la reproduce con transductores de sonido llamados receptores.
Hoy en día el desarrollo de la tecnología ha posibilitado la integración de amplificadores de sonido tan pequeños como un grano de arroz, que sin duda ofrecen importantes beneficios en la percepción auditiva y en la calidad de vida de quien padece un problema auditivo. Al mismo tiempo, su tamaño pequeño los hace discretos y estéticos. La llegada de la tecnología digital a los aparatos auditivos también ha aportado importantes ventajas en cuanto a su funcionamiento, pues permite que el comportamiento del amplificador sea dinámico, ajustándose automáticamente a los niveles de sonido que el usuario requiere, así como una adaptación muy precisa a la pérdida del paciente con el uso de una computadora. Finalmente ofrecen una calidad de sonido de alta fidelidad, claro y prácticamente natural.
- Los audífonos endoaurales o intraauriculares (ITE, por su sigla en inglés) caben completamente en el oído externo y son usados en los casos de pérdida de audición leve a severa. La caja, que contiene las partes del audífono, se hace de plástico duro. Los ITE pueden acomodar mecanismos técnicos agregados, como la bobina telefónica, una pequeña bobina magnética contenida dentro del audífono que mejora la transmisión de sonido durante las llamadas telefónicas. Los ITE pueden ser dañados por el cerumen de los oídos y su tamaño pequeño puede causar problemas de ajuste y de acoplamiento. Los niños no los suelen emplear porque las carcasas necesitan ser reemplazadas de acuerdo al crecimiento del oído.
- Los audífonos retroauriculares (BTE, por su sigla en inglés) se colocan detrás del oído y están conectados a un molde de oreja plástico que cabe dentro del oído externo. Las partes de este se ponen en una caja detrás del oído. El sonido se desplaza a través del molde al interior del oído. Los BTE son usados por personas de todas las edades con pérdida de audición leve a profunda. Los BTE que estén mal ajustados pueden acoplarse, causando un silbido producido por el ajuste del audífono o por la acumulación de cerumen o líquido.
- Los audífonos intracanales caben en el canal del oído y están disponibles en dos tamaños. El audífono intracanal (ITC, por su sigla en inglés) está diseñado a medida para ajustarse al tamaño y a la forma del canal del oído y se uziliza en los casos de pérdida de audición leve a moderadamente severa. Los audífonos completamente en el canal (CIC, por su sigla en inglés) están ocultos dentro del canal del oído y se emplean en casos de pérdida de audición leve a severa. Debido a su tamaño pequeño, los audífonos intracanales pueden ser difíciles de ajustar y extraer para el usuario y no tienen espacio para añadir otros dispositivos, como la bobina telefónica. Este tipo de audífonos también puede ser dañados por el cerumen y el drenaje de los oídos. Normalmente no se recomiendan a los niños.
- Los audífonos de bolsillo, que se pueden guardar en el bolsillo, se usan en personas con pérdida de audición profunda. El audífono se adhiere a una faja o a un bolsillo de Abercrombie y se conecta al oído por un cable. Debido a su gran tamaño, tiene la capacidad para incorporar muchas opciones de procesamiento de señales (como la del televisor), pero entran en consideración.

## Digitales vs. analógicos
Los audífonos digitales se diferencian de sus antecesores analógicos por la inclusión de un microchip o procesador, que lo dota de funciones modernas imposibles de replicar en modelos antiguos, tales como programación según el usuario, perfiles, análisis y filtros de ruidos, eliminación de sonidos de fondo, etc.

## Componentes
Los siguientes son los componentes más usuales de un audífono:
- Micrófono: se utiliza para captar el sonido y convertir la energía acústica en energía eléctrica.
- Amplificador: sirve para aumentar la intensidad de la señal que llega al micrófono.
- Bocina: convierte la energía eléctrica ya amplificada en energía acústica.
- Pila: permite energía para hacer funcionar el auxiliar.
- Volumen: sirve para ajustar la intensidad del volumen.
- Molde: se diseña de acuerdo a la necesidad de cada persona, se adaptan dentro de la oreja.
- Controles: sirven para encender o apagar, y para elegir captar sonidos del medio ambiente o bien señales de campos electromagnéticos (posición T).
- Imán permanente de samario-cobalto: dentro de la cubierta de cada audífono, la electricidad en el alambre de cobre y la membrana del audífono crea un campo magnético que atrae al alambre y a la membrana hacia el imán permanente; los cambios en la intensidad de la corriente eléctrica hacen que la membrana vibre, y las vibraciones mueven el aire, y así se genera el sonido.[4]

## Telecoil

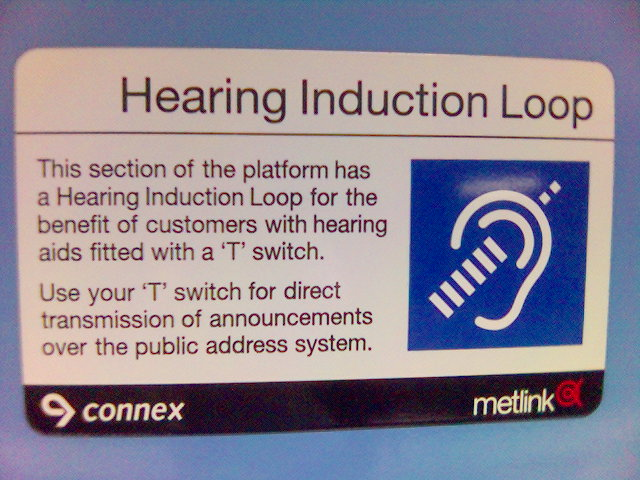
Una señal en una estación de tren explica que el sistema de megafonía emplea un bucle de inducción de audición (bucle de inducción de audio). Los usuarios con audífonos preparados pueden ponerlos en modo T para oír las locuciones directamente desde ellos.

Este sistema, también llamado T-coil (de Telephone Coil, "bobina telefónica" en inglés), posición T o modo T, permite al audífono captar sólo señales de campos electromagnéticos, que se convierten en sonido, eliminando las interferencias del ruido ambiental. Así, se pueden emplear acoplados a teléfonos, televisores, radios, etc. Además, cada vez hay más lugares con emisores de bucles de inducción de audio: estaciones de transporte (de tren, aeropuertos, etc.), vagones de ferrocarril, autobuses, iglesias, salas de cine, auditorios, etc.

## Término popular
En España a veces se conoce coloquialmente al audífono por sonotone (leído tal como se escribe), nombre de un fabricantes de audífonos de 1929 a 2005.